# アミーリー・モルフィ＝クロウ
アミーリー・モルフィ＝クロウ（Amee-Leigh Murphy Crowe、1995年4月26日 - ）は、アイルランドの女子ラグビー選手。

## プロフィール
- アイルランド・ティペラリー出身[1]。
- ポジションはウィング(WTB)。
- 身長 168cm、体重 64kg
- 女子アイルランド代表キャップは9。（2024年9月現在）

## 略歴
2024年、パリ五輪の7人制女子アイルランド代表に選ばれた。